# Marimbazzi Duo
Jeżeli edytujesz kod źródłowy, to aby uzyskać taki efekt: teoria, elektronem, Witolda Gombrowicza – twórz linki według składni: [[teoria]], [[elektron]]em, [[Witold Gombrowicz|Witolda Gombrowicza]].

Marimbazzi Duo to polski duet perkusyjny założony działający nieprzerwanie od 2015 roku. W jego skład wchodzą dwaj perkusiści - Paweł Dyyak i Jakub Kołodziejczyk. Instrumentarium zespołu składa się głównie z dwóch marimb  wibrafonu, a ich repertuar opiera się na licznych autorskich utworach oraz kompozycjach literatury perkusyjnej. Ich twórczość jest przykładem na to, że muzyka klasyczna i jazz mogą współistnieć w harmonii, tworząc nowe, fascynujące formy wyrazu artystycznego.
Zespół koncertował na licznych festiwalach w kraju i za granicą m.in.: Emilia Romagna Festival, La Grande Musica i Estate Musicale del Conservatorio, Festiwal Muzyki Filmowej w Krakowie, 30. Festiwal Kultury Żydowskiej czy Międzynarodowy Festiwal Muzyczny Emanacje.
Występowali w istotnych salach koncertowych m.in. w: Studiu Koncertowym S1 Polskiego Radia w Warszawie, Centrum Kongresowym ICE czy Filharmonii Krakowskiej.
Jako zespół zdobyli oni ponad 25 nagród na rozmaitych konkursach muzyki kameralnej.
Członkowie zespołu pięciokrotnie otrzymywali stypendia Ministra Kultury i Dziedzictwa Narodowego za swoje osiągnięcia artystyczne.

## Skład zespołu
- Paweł Dyyak - marimba, instrumenty perkusyjne
- Jakub Kołodziejczyk - marimba, wibrafon

## Osiągnięcia[4]
- 1er Prix à l'unanimité na International Music Competition - Paryż, Francja 2022
- Ir Premi na IV Concurs International Cambra Romanica - Canillo, Andora 2022
- II Miejsce na II Międzynarodowym Konkursie Muzyki Kameralnej KraCamera - Kraków 2022
- II Premio na 1. Luigi Cerritelli International Music Competition - Mediolan, Włochy 2022
- I Miejsce na Międzynarodowym Konkursie OPUS 2022 - Kraków 2022
- Grand Prix na International Music Competition “Grand Symphony” - Nur-Sultan (Astana), Kazakhstan 2021
- II Miejsce na Międzynarodowym Konkursie OPUS 2021 - Kraków 2021
- II Miejsce na Międzynarodowym Konkursie OPUS 2020 - Kraków 2020
- Grand Prix na Ogólnopolskim Konkursie Muzycznym Centrum Edukacji Artystycznej w kategorii zespołów perkusyjnych szkół muzycznych II stopnia - Radom 2019
- I Nagroda na I Ogólnopolskim Konkursie Muzyki Kameralnej im. Wiłkomirskich - Łódź 2019
- Primo Premio ex aequo na “Salieri-Zinetti” International Chamber Music Competition - Werona / Mantua, Italy 2018
- I Miejsce na Międzynarodowym Konkursie Perkusyjnym “Drum Fest” - Opole 2018
- Wyróżnienie na VII Ogólnopolskim Konkursie Zespołów Jazzowych i Rozrywkowych “School&Jazz Festival” - Lubaczów 2018
- I Miejsce na VIII Międzynarodowym Konkursie Współczesnej Muzyki “Srebrna Szybka" - Kraków 2018
- I Miejsce na Międzynarodowym Konkursie Perkusyjnym “Drum Fest” - Opole, Poland 2017
- I Miejsce na XXXV Konkursie Zespołów Kameralnych Szkół Muzycznych II st. we Wrocławiu - Wrocław 2017
- Grand Prix na IV Ogólnopolskim Konkursie Zespołów Kameralnych "Muzykowanie w Trzcianie" - Trzciana 2017
- I Miejsce na IV Ogólnopolskim Konkursie Zespołów Kameralnych "Muzykowanie w Trzcianie" - Trzciana 2017
- Wyróżnienie na Makroregionalnych Przesłuchaniach Centrum Edukacji Artystycznej Uczniów Szkół Muzycznych IIst. - Kraków 2017
- Wyróżnienie na XXI Międzynarodowym Konkursie Interpretacji Muzycznej - Krasiczyn / Przemyśl 2016
- I Miejsce na Międzynarodowym Konkursie Perkusyjnym “Drum Fest” - Opole 2016
- Grand Prix na I Międzynarodowym Konkursie Interpretacji Muzycznej - Michałowice 2016
- I Miejsce na I Międzynarodowym Konkursie Interpretacji Muzycznej - Michałowice 2016
- I Miejsce na I Międzynarodowym Konkursie Zespołów Instrumentalnych i Kameralnych Szkół Muzycznych I i II stopnia - Tymbark 2016
- I Miejsce na VII Międzynarodowym Konkursie Współczesnej Muzyki “Srebrna Szybka” Kraków 2016
- Wyróżnienie na Międzynarodowym Konkursie Perkusyjnym "Drum Fest" - Opole 2015

## Dyskografia
- Unusual Music Box - Immersive Sound Records, 2024[5]